# Beogradski festival igre
Beogradski festival igre (BDF) je osnovan 2004. godine u Beogradu uz podršku Ministarstva kulture Srbije i Grada Beograda. Festival se svake godine odžava u periodu mart/april na više lokacija u Beogradu i drugim srpskim gradovima. Jedan od osnivača i umetnički direktor je Aja Jung, srpska baletska umetnica i koreograf.
Beograd, ali i Novi Sad su zahvaljujući ovom festivalu postali važna stanica u biografiji umetnika koji kreiraju trendove u oblasti umetničke igre i teatra, mesto gde se otkrivaju nove produkcije i sa jednakom pažnjom predstavljaju poznati i mladi autori. Aktuelnost programa odredila je poziciju manifestacije na međunarodnoj mapi, dok visoki standardi i hrabro uvođenje novih koreografskih rukopisa i estetike, unapređuju očekivanja publike i diktiraju izazove kreiranja sadržaja. Festival je 2011. godine realizovan pod pokroviteljstvom Predsednika Republike.
Od 2013, Festival se realizuje pod pokroviteljstvom Delegacije EU u Srbiji. Godine 2013. predstavljena je i monografija „Decadance – 10. godina Beogradskog festivala igre”, a 2018. i monografija „Transendance”, u izdanju Službenog glasnika. Od 2015. do 2017. godine, festival se održavao pod visokim pokroviteljstvom Ministarstva kulture Republike Srbije.
Predstavljajući igru kroz njene vrhunske domete, od osnivanja je predstavljeno skoro 500 koreografskih ostvarenja, dok je tokom svakog izdanja programe pratilo preko 23.000 gledalaca i 120 akreditovanih novinara iz zemlje i inostranstva. U saradnji sa Jugoslovenskom kinotekom, od 2013. godine je pokrenula manifestaciju Dani igre u Kinoteci. Revija prikazuje najzanimljivija nova filmska dokumentarna ostvarenja iz oblasti umetničke igre.
Beogradski festival igre je 2021. godine potpisao memorandum o saradnji sa Gradskim teatrom Vićence.  Kao prvi rezultat protokola sa izdavačkom kućom Mondadori iz Milana, Festival je 2022. godine, objavio autobiografiju čuvene primabalerine Karle Frači na srpskom jeziku. U saradnji sa televizijom RAI, promociju knjige u Srbiji pratio je film “Karla” (režija Emanuele Imbuči).

## Nagrade i priznanja
Festival je odmah na početku dobio nagradu Fonda Jelena Šantić i 2006. godine proglašen vodećim projektom u oblasti kulture u Jugoistočnoj Evropi od strane organizacije UNECSO i primljen je u Svetsku alijansu umetničke igre (WDA – ITI UNESCO), dok je 2011. godine festival je osvojio priznanje „Zvezda Beograda“ od strane Agencije za Evropske integracije. Nemački časopis BalletTanz, označio je 2012. godine Beogradski festival igre kao „najreprezentativniju plesnu manifestaciju starog kontinenta” i „plesnog trendsetera”.

## Spoljašnje veze
- „Predstavljanje srpskog izdanja autobiografije čuvene balerine Karle Frači i srpske premijere filma „Karla“ 23. septembra”. Danas. Приступљено 21. 9. 2022.